# Boris Zhukov
James Kirk Harrell, noto con il ring name Boris Zhukov (Roanoke, 13 dicembre 1959), è un ex wrestler statunitense meglio conosciuto per il periodo passato a lottare nella American Wrestling Association e nella World Wrestling Federation negli anni ottanta.

## Carriera nel wrestling professionistico
Dopo quattro anni trascorsi a combattere in varie federazioni locali dislocate in territori differenti, nel 1982 Harrell iniziò facendo uso del ring name "Pvt. Jim Nelson", membro del "Cobra Corps" di Sgt. Slaughter nella Jim Crockett Promotions. Spesso lottava in coppia con Don Kernodle ed ebbe un feud di una certa importanza con Porkchop Cash. Nel 1984, si trasferì nella Southeast Championship Wrestling continuando la sua rivalità con Cash.

### American Wrestling Association
Nel 1985, Harrell esordì nella American Wrestling Association con il nome "Boris Zukhov", adottando la gimmick del "comunista cattivo" proveniente dall'Unione Sovietica. Zhukov prese Chris Markoff come manager e sfidò il campione AWA World Heavyweight Rick Martel e l'AWA America's Champion Sgt. Slaughter. Nel 1987, formò un tag team con Soldat Ustinov sotto la guida di Sheik Adnan El Kassey. Il duo vinse il titolo AWA World Tag Team. Zhukov, tuttavia, lasciò l'AWA per accasarsi alla WWF mentre era ancora campione di coppia e la dirigenza AWA fu costretta in tutta fretta a creare una storyline appositamente per spiegare la sua dipartita come campione (secondo questa, Wahoo McDaniel lo aveva costretto al ritiro dopo un brutale chain match). Come risultato, Doug Somers, l'ex detentore del titolo tag team venne messo in coppia con Ustinov, e i due persero le cinture in favore di Jerry Lawler & Bill Dundee.

### World Wrestling Federation

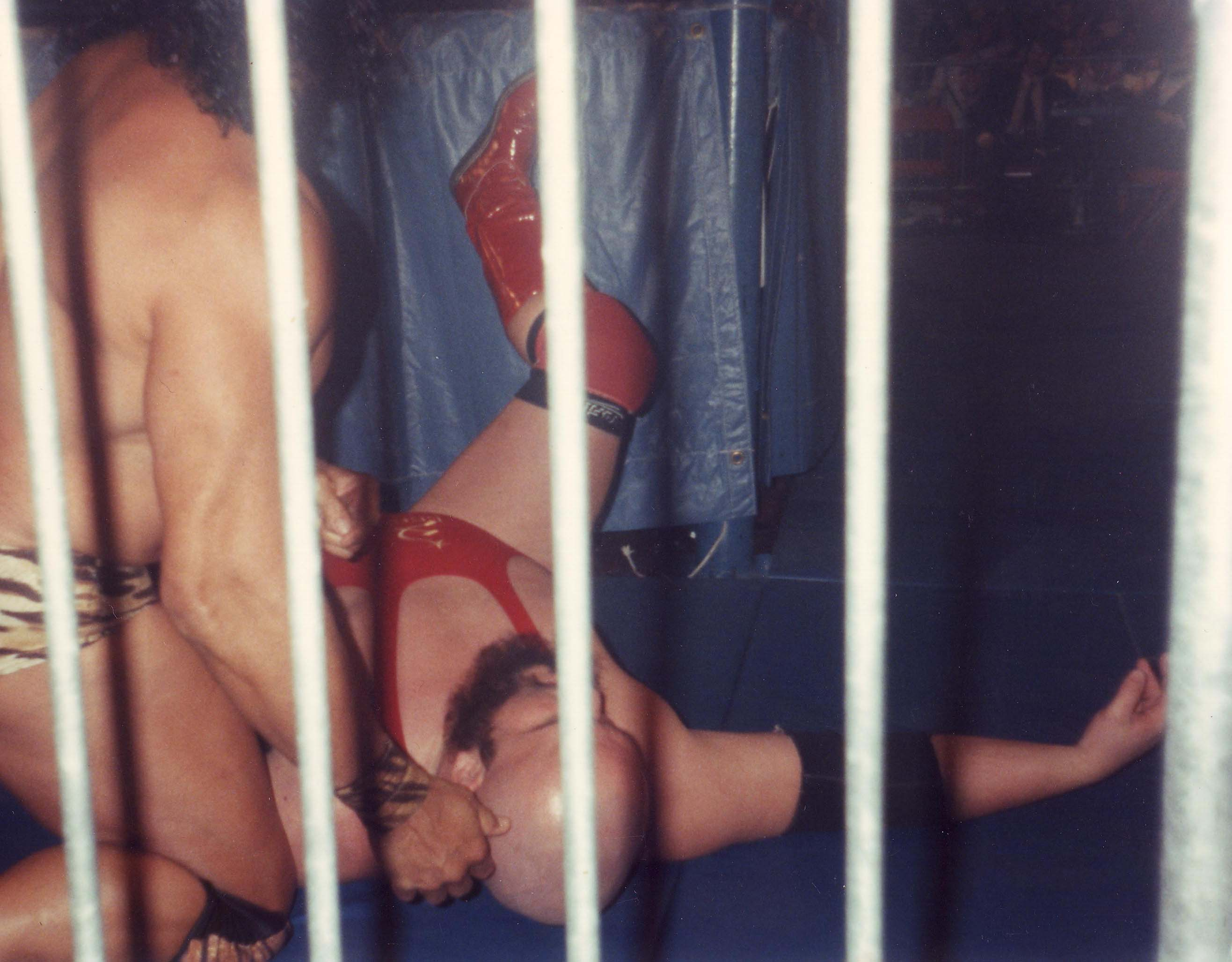
Boris Zhukov vs. Jimmy Snuka

Al suo arrivo in WWF, Zukhov formò un tag team con Nikolai Volkoff, che interpretava una gimmick identica alla sua, denominato The Bolsheviks e con manager Slick. La coppia durò oltre un anno, ma non si sollevò mai dallo status di mid-card. A metà 1989, Zukhov iniziò a lottare come wrestler singolo, venendo utilizzato soprattutto come jobber, perdendo regolarmente quasi tutti gli incontri. In seguito ebbe un feud con l'ex compagno di coppia Volkoff, che nel frattempo era diventato un face. All'epoca Zhukov veniva spesso messo in ridicolo da Vince McMahon e da altri commentatori WWF per le dimensioni della sua testa. Zhukov lasciò la WWF nel 1991.

### Carriera successiva (1991–2001)
Nel gennaio 1991, Harrell fece una breve tournée in Giappone con la compagnia Super World of Sports.
Nell'aprile 1991 Harrell cominciò a lottare nella Universal Wrestling Association in Florida e a New York. Fece la sua ultima apparizione nel giugno 1991 al pay-per-view Beach Brawl svoltosi a Palmetto, Florida, sconfiggendo Paul Samson.
Dopo avere lasciato la UWA, Harrell lottò solo sporadicamente nel corso del successivo decennio. Nel 2001 si ritirò ufficialmente dal ring.
Nel 2007 Zhukov tornò come heel nella American Championship Wrestling dove si alleò con Eclipso, un altro heel. Venne aggredito e infortunato, episodio che causò un suo turn face e un "Wrestle or Retire" match da disputarsi con Eclipso per la cintura ACW Championship. Prima del match, Zhukov disse alla folla che ormai si era ritirato e sarebbe stato sostituito da qualcun altro. Più tardi quella stessa sera, la sua vecchia gimmick, "Pvt. Jim Nelson" (personaggio che non si era più visto fin dal 1983) fu svelato quale rimpiazzo. Ora sbarbato e vestito da militare, fu promosso "sergente" sul campo in una cerimonia prima del match. Sgt. Nelson vinse il match e il titolo ma a causa dell'esito controverso la cintura fu poi resa vacante.

## Personaggio

### Mossa finale
- Diving headbutt drop

### Manager
- Adnan El Kassey
- Chris Markoff
- Slick

## Titoli e riconoscimenti
- American Wrestling Association
  - AWA World Tag Team Championship (1) - con Soldat Ustinov[2]
- Maple Leaf Wrestling
  - NWA Canadian Television Championship (2)[5]
- Mid-Atlantic Championship Wrestling
  - NWA Mid-Atlantic Tag Team Championship (2) - con Don Kernodle[6]
- Southeastern Championship Wrestling
  - NWA Alabama Heavyweight Championship (1)[7]
- Wrestling Observer Newsletter awards
  - Worst Feud of the Year (1985) vs. Sgt. Slaughter
  - Worst Tag Team (1988) con Nikolai Volkoff
- World Wrestling Federation
  - Slammy Award per Best Personal Hygiene (1987) con Nikolai Volkoff e Slick